# Ringo Bonavena
Oscar Natalio Bonavena (Buenos Aires, 25 de septiembre de 1942-Reno, Estados Unidos, 22 de mayo de 1976), conocido públicamente como «Ringo» Bonavena, fue un boxeador de peso pesado argentino, actor y cantante.
Nacido en Buenos Aires, comenzó su carrera como boxeador amateur a finales de la década de los 50', desde mediados de los años 1960 hasta inicios de los años 1970 fue uno de los principales contendientes al título mundial. Junto a su carrera, su fama también se incrementó dándole otras ocupaciones como la actuación o la música. Bonavena falleció a causa de un disparo en una disputa con un mafioso siciliano a mediados de los años 1970 dejando un gran legado cultural en Argentina.

## Biografía
Bonavena nació en el barrio Boedo, Buenos Aires, el 25 de septiembre de 1942. Fue hijo de inmigrantes italianos. Después de finalizar los estudios primarios, empezó a trabajar como vendedor de la línea Coca-Cola en el estadio Tomás Adolfo Ducó.

## Carrera
Se inició como boxeador entre 1956 y 1957 en el Club Atlético Huracán, en su debut en ese mismo año perdió su primera pelea amateur y en 1959 fue campeón amateur. Inició su carrera profesional en Estados Unidos, la meca de este deporte, a donde regresó con frecuencia. En 1964 tuvo sus primeras ocho peleas, de las cuales ganó todas, una por decisión unánime y las otras siete por knock-out. Su nombre empezaba a ser cada vez más y más conocido. Todo marchaba bien en Nueva York. Venció al campeón canadiense George Chuvalo y a otros contendientes al título como Zora Folley, Karl Mildenberger, Leotis Martin o Larry Middleton. Combatió dos veces contra Joe Frazier —en la primera de ellas lo derribó dos veces, en la segunda disputó la corona de los pesos pesados de la Asociación Mundial de Boxeo en diciembre de 1968— y el 7 de diciembre de 1970 enfrentó a Muhammad Ali en el Madison Square Garden. La revista The Ring lo clasificó tercero en el ranking mundial de peso pesado de 1968 y 1970. Su registro como boxeador fue de 58 peleas ganadas, 7 perdidas y 1 empate. 

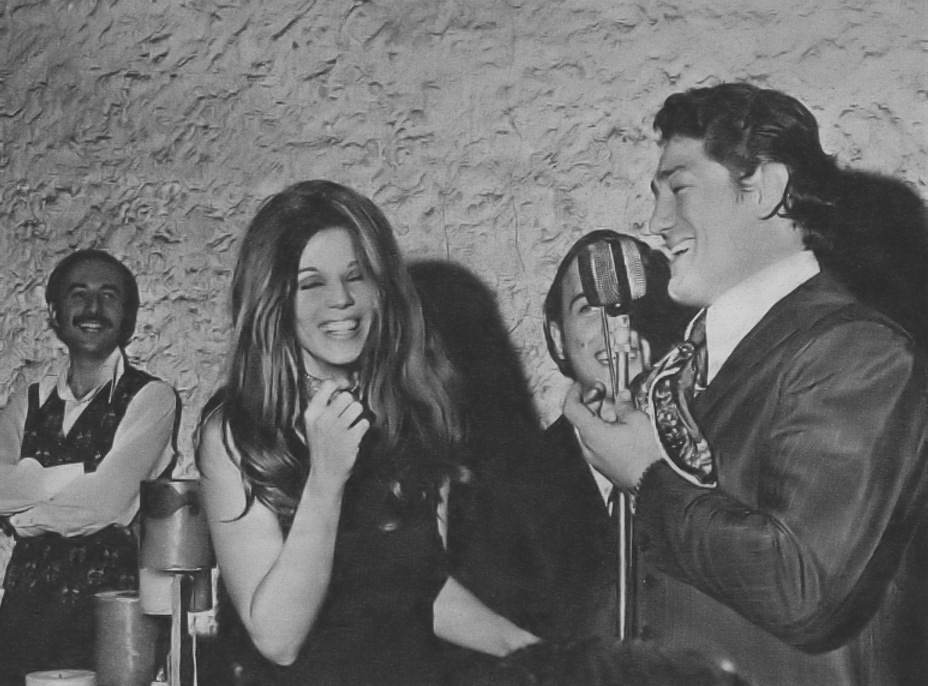
Bonavena con Susana Giménez, 1970

## Asesinato
En febrero de 1976, Bonavena realizó el que sería su último combate, contra Billy Joiner. El 22 de mayo de ese año fue asesinado por Ross Brymer, un guardaespaldas del famoso burdel Mustang Ranch. Su asesinato se produjo en el marco de una disputa con el mafioso Joe Conforte, un siciliano dueño del Mustang Ranch, prostíbulo y casino en Reno, Nevada. Bonavena recibió un disparo de fusil Remington 30-06. Brymer estuvo 15 meses en prisión por asesinar a Bonavena, pena que luego le fue conmutada por la de homicidio involuntario, aunque un testigo del lugar indicó haber presenciado esa noche el asesinato. El cuerpo de Bonavena fue velado el 29 de mayo en el estadio Luna Park, donde fue despedido por unas 150.000 personas. Luego fue sepultado en el cementerio de la Chacarita (Buenos Aires, Argentina).

## Legado

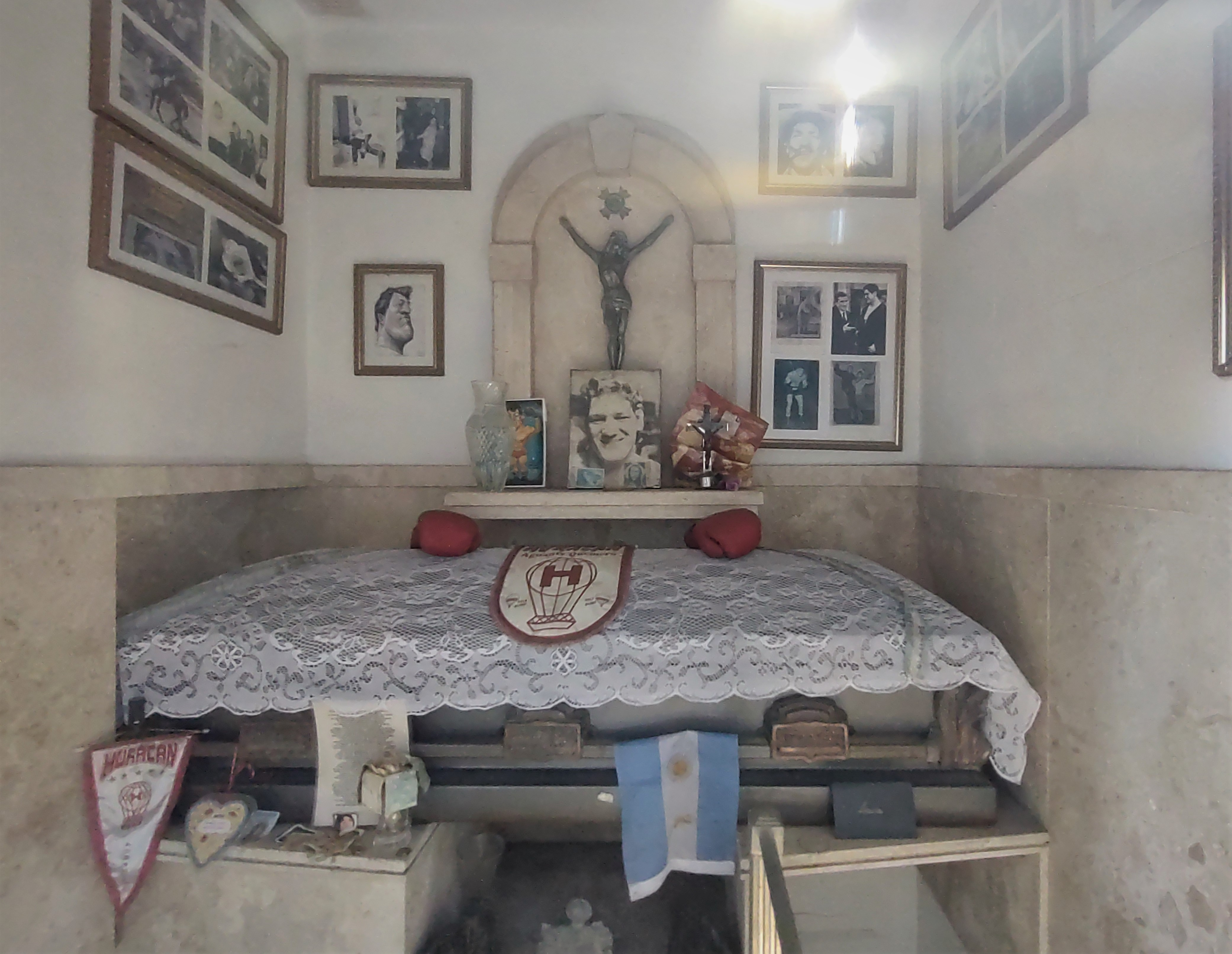
Bóveda en el cementerio de la Chacarita en que se encuentran los restos de Ringo Bonavena

La tribuna local del Club Atlético Huracán —del que él era hincha fanático— y una calle en Buenos Aires llevan su nombre en homenaje. En 2022, se modificó el nombre de la estación Hospitales al mismo nombre con el agregado "Ringo Bonavena".
En 2023, la cadena Star+ anuncia el estreno de la serie "Ringo, gloria y muerte", basada en su vida y protagonizada por Jerónimo Bosia.

## Filmografía
- 1966: Muchachos impacientes[16]
- 1970: Pasión dominguera
- 1975: Los chantas[16]

## Fotonovelas
- Llanto para cinco dedos y un puño con Julia Alson y Alma Ferrari, para la Revista Intima.Bonavena en 1967.

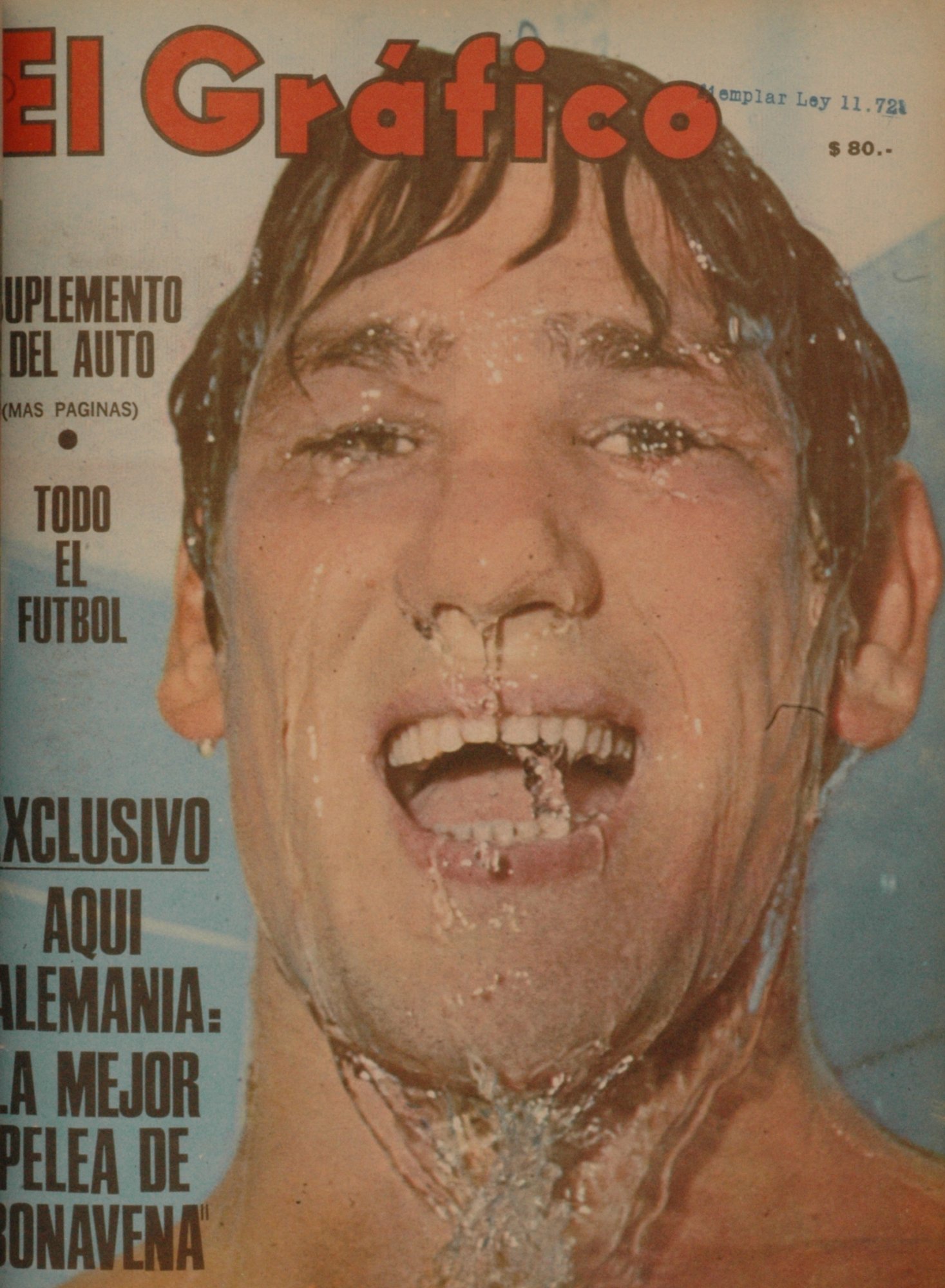
Bonavena en 1967.

## Récords profesionales
| 58 Ganadas (44 Knockouts), 9 Derrotas (1 Knockout), 1 Empate |        |                     |      |             |            |                                                              |                                                    |
| Res.                                                         | Record | Rival               | Tipo | Rd., Tiempo | Día        | Lugar                                                        | Notas                                              |
| Victoria                                                     | 58-9-1 | Billy Joiner        | UD   | 10          | 1976-02-26 | Reno, Nevada                                                 |                                                    |
| Victoria                                                     | 57-9-1 | Reinaldo Gorosito   | PTS  | 10          | 1975-11-01 | Luna Park, Buenos Aires                                      |                                                    |
| Victoria                                                     | 56-9-1 | Mani Vaka           | TKO  | 5 (10)      | 1974-11-12 | International Center Arena, Honolulu                         |                                                    |
| Victoria                                                     | 55-9-1 | Oliver Wright       | KO   | 9 (10)      | 1974-10-18 | Roma, Lacio                                                  |                                                    |
| Victoria                                                     | 54-9-1 | Bob Mashburn        | KO   | 2 (10)      | 1974-09-21 | Roma, Lacio                                                  |                                                    |
| Victoria                                                     | 53-9-1 | Larry Renaud        | KO   | 3 (10)      | 1974-07-13 | Roma, Lacio                                                  |                                                    |
| Victoria                                                     | 52-9-1 | Larry Middleton     | UD   | 12          | 1974-05-21 | Capitol Centre, Largo, Maryland                              |                                                    |
| Derrota                                                      | 51-9-1 | Ron Lyle            | UD   | 12          | 1974-03-19 | Denver, Colorado                                             |                                                    |
| Victoria                                                     | 51-8-1 | Terry Sorrell       | TKO  | 2 (8)       | 1973-11-20 | Oklahoma City, Oklahoma                                      |                                                    |
| Victoria                                                     | 50-8-1 | Lou Bailey          | UD   | 10          | 1973-08-15 | Denver, Colorado                                             |                                                    |
| Victoria                                                     | 49-8-1 | Roy Wallace         | TKO  | 6 (10)      | 1973-08-06 | Las Vegas, Nevada                                            |                                                    |
| Victoria                                                     | 48-8-1 | Leroy Caldwell      | TKO  | 2 (10)      | 1973-07-23 | Circus Circus Hotel, Las Vegas, Nevada                       |                                                    |
| Derrota                                                      | 47-8-1 | Floyd Patterson     | UD   | 10          | 1972-02-11 | Madison Square Garden, Nueva York, NY                        |                                                    |
| Victoria                                                     | 47-7-1 | Alvin Lewis         | DQ   | 7 (10)      | 1971-10-04 | Luna Park, Buenos Aires                                      |                                                    |
| Derrota                                                      | 46-7-1 | Muhammad Ali        | TKO  | 15          | 1970-12-07 | Madison Square Garden, Nueva York, NY                        | Por título NABF peso pesado.                       |
| Victoria                                                     | 46-6-1 | Luis Pires          | RTD  | 8 (10)      | 1970-10-29 | Luna Park, Buenos Aires                                      |                                                    |
| Victoria                                                     | 45-6-1 | James J Woody       | KO   | 5 (10)      | 1970-07-04 | Luna Park, Buenos Aires                                      |                                                    |
| Victoria                                                     | 44-6-1 | Manuel Ramos        | KO   | 1 (10)      | 1970-05-09 | Luna Park, Buenos Aires                                      |                                                    |
| Victoria                                                     | 43-6-1 | José Menno          | KO   | 2 (8)       | 1970-04-24 | Montevideo, Montevideo                                       |                                                    |
| Victoria                                                     | 42-6-1 | Santiago Lovell     | KO   | 7 (10)      | 1970-03-21 | Luna Park, Buenos Aires                                      |                                                    |
| Derrota                                                      | 41-6-1 | Miguel Ángel Páez   | DQ   | 7 (10)      | 1970-01-10 | Luna Park, Buenos Aires                                      |                                                    |
| Victoria                                                     | 41-5-1 | Santiago Lovell     | TKO  | 8 (10)      | 1969-12-13 | Luna Park, Buenos Aires                                      |                                                    |
| Empate                                                       | 40-5-1 | Gregorio Peralta    | PTS  | 10          | 1969-08-08 | Palacio Peñarol, Montevideo, Montevideo                      |                                                    |
| Victoria                                                     | 40-5   | Wilhelm Von Homburg | TKO  | 3 (10)      | 1969-06-20 | Sportpalast, Berlín                                          |                                                    |
| Victoria                                                     | 39-5   | Luis Pires          | RTD  | 8 (10)      | 1969-03-05 | Mar del Plata, Buenos Aires                                  |                                                    |
| Derrota                                                      | 38-5   | Joe Frazier         | UD   | 15          | 1968-12-10 | Spectrum, Filadelfia, Pensilvania                            | Pelea por título NYSAC peso pesado.                |
| Victoria                                                     | 38-4   | Jim Fletcher        | KO   | 1 (10)      | 1968-11-09 | Luna Park, Buenos Aires                                      |                                                    |
| Victoria                                                     | 37-4   | Leotis Martin       | UD   | 10          | 1968-09-07 | Luna Park, Buenos Aires                                      |                                                    |
| Victoria                                                     | 36-4   | Zora Folley         | MD   | 10          | 1968-07-06 | Luna Park, Buenos Aires                                      |                                                    |
| Victoria                                                     | 35-4   | Roberto Davila      | UD   | 10          | 1968-06-01 | Luna Park, Buenos Aires                                      |                                                    |
| Victoria                                                     | 34-4   | Lee Carr            | KO   | 3 (10)      | 1968-04-20 | Luna Park, Buenos Aires                                      |                                                    |
| Victoria                                                     | 33-4   | Alberto Benassi     | KO   | 3 (10)      | 1968-03-08 | La Rioja, La Rioja                                           |                                                    |
| Victoria                                                     | 32-4   | Felipe Pedro Marich | TKO  | 6 (10)      | 1968-02-16 | Córdoba, Córdoba                                             |                                                    |
| Derrota                                                      | 31-4   | Jimmy Ellis         | UD   | 12          | 1967-12-02 | Freedom Hall, Louisville, Kentucky                           | Pelea eliminatoria para título \|AMB peso pesado . |
| Victoria                                                     | 31-3   | Karl Mildenberger   | UD   | 12          | 1967-09-16 | Waldstadion, Fráncfort del Meno, Hesse                       | Pelea eliminatoria para título \|AMB peso pesado . |
| Victoria                                                     | 30-3   | Carlos Vázquez      | TKO  | 3 (10)      | 1967-08-05 | General Roca, Río Negro                                      |                                                    |
| Victoria                                                     | 29-3   | Luis Pires          | RTD  | 6 (10)      | 1967-07-22 | Luna Park, Buenos Aires                                      |                                                    |
| Victoria                                                     | 28-3   | Pablo Sagrispanti   | KO   | 2 (10)      | 1967-06-23 | Luna Park, Buenos Aires                                      |                                                    |
| Victoria                                                     | 27-3   | Hubert Hilton       | TKO  | 10          | 1967-04-08 | Luna Park, Buenos Aires                                      |                                                    |
| Victoria                                                     | 26-3   | José Giorgetti      | KO   | 9 (10)      | 1967-01-21 | Estadio Bristol, Mar del Plata, Buenos Aires                 |                                                    |
| Victoria                                                     | 25-3   | Roberto Veliz       | KO   | 4 (10)      | 1966-12-01 | Asociación Mendocina de Boxeo, Mendoza, provincia de Mendoza |                                                    |
| Victoria                                                     | 24-3   | Alberto Benassi     | TKO  | 5 (10)      | 1966-11-18 | Rosario, Santa Fe                                            |                                                    |
| Victoria                                                     | 23-3   | Amos Johnson        | UD   | 10          | 1966-10-22 | Luna Park, Buenos Aires                                      |                                                    |
| Victoria                                                     | 22-3   | Alberto Benassi     | KO   | 5 (10)      | 1966-10-07 | Estadio Bristol, Mar del Plata, Buenos Aires                 |                                                    |
| Derrota                                                      | 21-3   | Joe Frazier         | MD   | 10          | 1966-09-21 | Madison Square Garden, Nueva York, Nueva York                | Pierde título argentino peso pesado.               |
| Victoria                                                     | 21-2   | George Chuvalo      | MD   | 10          | 1966-06-23 | Madison Square Garden, Nueva York, Nueva York                |                                                    |
| Victoria                                                     | 20-2   | José Giorgetti      | UD   | 10          | 1966-04-16 | Luna Park, Buenos Aires                                      |                                                    |
| Derrota                                                      | 19-2   | José Giorgetti      | DQ   | 8 (10)      | 1966-03-12 | Estadio Bristol, Mar del Plata, Buenos Aires                 |                                                    |
| Victoria                                                     | 19-1   | Bruno Segura        | KO   | 2 (10)      | 1966-02-12 | Mar del Plata, Buenos Aires                                  |                                                    |
| Victoria                                                     | 18-1   | Billy Daniels       | KO   | 1 (10)      | 1965-11-13 | Luna Park, Buenos Aires                                      |                                                    |
| Victoria                                                     | 17-1   | Héctor Wilson       | KO   | 2 (10)      | 1965-10-22 | Concepción, Tucumán                                          |                                                    |
| Victoria                                                     | 16-1   | Pablo Sagrispanti   | TKO  | 1 (10)      | 1965-10-09 | Rosario, Santa Fe                                            |                                                    |
| Victoria                                                     | 15-1   | Gregorio Peralta    | UD   | 12          | 1965-09-04 | Luna Park, Buenos Aires                                      | Gana título argentino peso pesado .                |
| Victoria                                                     | 14-1   | Alberto Gonzales    | KO   | 2 (10)      | 1965-08-06 | Comodoro Rivadavia, Chubut                                   |                                                    |
| Victoria                                                     | 13-1   | Eduardo Cartelli    | KO   | 1 (12)      | 1965-07-23 | Córdoba, Córdoba                                             |                                                    |
| Victoria                                                     | 12-1   | Rodolfo Díaz        | TKO  | 4 (10)      | 1965-06-26 | Luna Park, Buenos Aires                                      |                                                    |
| Victoria                                                     | 11-1   | Rogelio Gregorutti  | KO   | 2 (10)      | 1965-05-28 | San Miguel de Tucumán, Tucumán                               |                                                    |
| Victoria                                                     | 10-1   | Carlos Vázquez      | KO   | 3 (10)      | 1965-04-30 | Salón de los Deportes, Bahía Blanca, Buenos Aires            |                                                    |
| Victoria                                                     | 9-1    | Rene Sosa           | KO   | 2 (10)      | 1965-04-16 | Mar del Plata, Buenos Aires                                  |                                                    |
| Derrota                                                      | 8-1    | Zora Folley         | UD   | 10          | 1965-02-26 | Madison Square Garden, Nueva York, NY                        |                                                    |
| Victoria                                                     | 8-0    | Billy Stephan       | TKO  | 6 (10)      | 1964-12-18 | Madison Square Garden, Nueva York, NY                        |                                                    |
| Victoria                                                     | 7-0    | Dick Wipperman      | UD   | 10          | 1964-11-13 | Madison Square Garden, Nueva York, NY                        |                                                    |
| Victoria                                                     | 6-0    | Tom McNeeley        | TKO  | 5 (8)       | 1964-08-21 | Madison Square Garden, Nueva York, NY                        |                                                    |
| Victoria                                                     | 5-0    | Byron Stoimenides   | KO   | 1 (8)       | 1964-05-29 | Madison Square Garden, Nueva York, Nueva York                |                                                    |
| Victoria                                                     | 4-0    | Leslie Borden       | TKO  | 3 (10)      | 1964-05-05 | Sunnyside Garden, Queens, Nueva York                         |                                                    |
| Victoria                                                     | 3-0    | Wendell Newton      | TKO  | 5 (6)       | 1964-03-10 | Sunnyside Garden, Queens, Nueva York                         |                                                    |
| Victoria                                                     | 2-0    | Everett Copeland    | KO   | 1 (6)       | 1964-02-04 | Sunnyside Garden, Queens, Nueva York                         |                                                    |
| Victoria                                                     | 1-0    | Lou Hicks           | TKO  | 1 (4)       | 1964-01-03 | Madison Square Garden, Nueva York, NY                        |                                                    |